# 前列腺按出液含锌量
前列腺按出液含锌量系将前列腺按出液的标本送实验室进行微量元素锌测定，以從所得结果与各种类型慢性前列腺炎发生、转归有相应关系。
- 正常人前列腺按出液含锌量有一定范围，通常在200μg/mL到1400μg/mL，之间；出现概率呈平均分布。前列腺按出液在光学显微镜下，每高倍视野中白细胞计数正常（不超过10个）。
- 慢性非细菌性前列腺炎患者前列腺按出液含锌量可有不同程度下降或正常，虽然，幅度也在200μg/mL到1400μg/mL之间，但分布在低端为多；前列腺按出液在光学显微镜下，每高倍视野中白细胞计数超过10个。

前列腺按出液含锌量低端的正常人一旦罹病，前列腺按出液中白细胞计数恢复正常比在高端的困难。虽然有报道中药治疗能提高前列腺按出液含锌量；但是，提高幅度，尚不足以促进前列腺按出液改善。
- 慢性细菌性前列腺炎患者前列腺按出液含锌量明显降低，降致0-50μg/mL。前列腺按出液在光学显微镜下，每高倍视野中白细胞计数超过10个。男性下尿路细菌定位培养阳性；找到公认的致病菌，即：患者前列腺内分离出该致病菌抗体。分离出的致病菌以大肠杆菌占首位。不因为曾使用某种抗菌素，分离出病菌对该抗菌素显示耐药。口服锌制剂不能提高此类患者前列腺按出液的含锌量。